# 菲利普·卡薩
菲利普·卡薩（1994年1月1日—）是捷克的一位足球運動員。他現在效力於斯洛伐克足球甲級聯賽球隊日利納，在場上的位置是中後衛。在此之前他曾效力於捷克球隊奧斯特拉瓦巴尼克足球俱樂部。他也代表捷克U21國家隊參賽並參加了2017年歐洲U21足球錦標賽。

## 外部連結
- Template:CMFS player
- Soccerway資料庫：菲利普·卡薩
- 菲利普·卡薩 – Fotbal DNES网站上的捷克足球甲级联赛统计数据 （捷克語）